# Норильский рудный район
Норильский рудный район — территория на севере Красноярского края, где расположены богатые залежи сульфидных медно-никелево-платиноидных руд и других полезных ископаемых.
Первые полезные ископаемые района были найдены в 1840-х годах, когда экспедиция Александра Миддендорфа обнаружила здесь уголь. В 1860-х годах Фёдор Шмидт описал найденные на месторождении, позже названном Норильск-1, уголь и поверхностную медную руду. В первые советские годы экспедиции Николая Урванцева обнаружили ряд перспективных для промышленной разработки месторождений. В 1930-х годах был построен Норильский горно-металлургический комбинат, до настоящего времени остающийся главным предприятием района. Месторождения расположены вдоль глубинного Норильско-Хатангского разлома, добыча ведётся в основном закрытым способом. Считается, что в районе находятся около 35 % разведанных мировых запасов никеля, 10 % меди, 15 % кобальта и 40 % платиноидов. Месторождения района делят на 2 узла — Норильский на юго-западе района и Талнахский на северо-востоке.

## Норильский рудный узел
Находится под Центральным районом Норильска и к югу от него, в северо-восточной части Норильской мульды. На 2021 год оперирующий здесь «Норильский никель» оценивал запасы минеральных ресурсов узла в 156,6 миллиона тонн руды, 400 тысяч тонн никеля, 600 тысяч тонн меди, 25,6 миллиона тройских унций металлов платиновой группы. Права на некоторые месторождения узла принадлежат «Русской платине», однако холдинг не может начать разработку, поскольку контролирующий инфраструктуру в удалённом регионе «Норникель» блокирует доступ к ней. Продолжительное время ведутся переговоры двух конфликтующих сторон о совместном предприятии для разработки недр.

### Месторождение Норильск-1
Первое активно разрабатываемое месторождение района, находится на юге Центрального района Норильска и южнее города. Мощность от 30 до 350 метров. Северная часть месторождения состоит из ветвей «Угольный ручей» и «Медвежий ручей». Добыча велась с 1940-х годов на руднике «Заполярный», как закрытым способом, так и открытой разработкой карьеров «Угольный ручей» и «Медвежий ручей». Запасы северной части значительно исчерпаны, разработка карьера «Угольный ручей» прекращена.
Право на добычу ископаемых в южной части месторождения в 2012 году получила «Русская платина», однако из-за конфликта с «Норникелем» разработка ещё не начата.

### Месторождение Норильск-2
Находится в окрестностях горы Гудчихи к востоку от Норильск-1. В 1926 году Николаем Урванцевым здесь была обнаружена медно-никелевая руда, в 1930-х годах началась разработка. Однако месторождение оказалось скудным, основные мощности вскоре были перенаправлены на Норильск-1. Разведочные работы продолжались и в 1950-х годах, но после открытия Талнахского узла Норильск-2 был заброшен.

### Масловское месторождение
Находится к югу от Норильск-1, возможно является его апофизой. Исследования месторождения проводятся с 1970-х годов. Протягивается с севера на юг более чем на 6 километров, состоит из северного и южного участков. Северный участок размером 2 на 4 километра имеет мощность до 300 метров; южный участок мощностью до 400 метров обладает размерами от 3 до 1,5 километров. Права на разработку месторождения принадлежат «Норникелю», который в 2019 году планировал запуск подземной добычи к 2029 году.

### Черногорское месторождение
Находится к востоку от Масловского месторождения, в окрестностях горы Чёрной. Интрузив с аналогичным Норильску-1 составом руд обладает мощностью до 200 метров. В 2021 году «Русская платина» подписала меморандум с ВЭБ.РФ и ВТБ о разработке месторождения. Планируется вести открытую добычу в восточной части месторождения, возможна последующая подземная разработка западной части.

## Талнахский рудный узел
Находится под районом Талнах и к северо-востоку от него, на юго-западе Хараелахской мульды. После открытия в 1960 году богатых запасов медно-никелевых руд стал главным источником ископаемых для Норильска. Здесь обнаружено более 100 видов рудных минералов, многие из которых ранее были науке неизвестны: талнахит, годлевскит, шадлунит, таймырит, соболевскит, маякит и другие. На 2021 год «Норильский никель» оценивал запасы минеральных ресурсов узла в 1546,3 миллиона тонн руды, 11,2 миллиона тонн никеля, 11,2 миллиона тонн меди, 231,7 миллиона тройских унций металлов платиновой группы.

### Талнахское месторождение
Протянуто с севера на юг вдоль Норильско-Хараелахского разлома, включает в себя его грабен и прилегающие с востока интрузивы. Разработка производится на рудниках «Маяк», «Комсомольский», «Скалистый».

### Октябрьское месторождение
Расположено к западу от Норильско-Хараелахского разлома. Разработка производится на рудниках «Октябрьский» и «Таймырский».